# Esa pareja feliz
Esa pareja feliz es una película española codirigida por Juan Antonio Bardem y Luis García Berlanga, y está considerada como una crítica al afán consumista que empezaba a aparecer en España.

## Sinopsis
Juan y Carmen son un humilde matrimonio de Madrid. Ella es un ama de casa que participa asiduamente en concursos radiofónicos y él un tramoyista de unos estudios de cine. Un día Carmen gana un concurso patrocinado por una marca de jabón, el mismo día que a su marido lo despiden de su empleo y es timado en el negocio que estaba montando.

## Premios
7.ª edición de las Medallas del Círculo de Escritores Cinematográficos
| Categoría     | Nominación                               | Resultado |
| ------------- | ---------------------------------------- | --------- |
| Premio Jimeno | Juan Antonio Bardem Luis García Berlanga | Ganadores |

## Localizaciones de rodaje
La película se rueda en las calles de Madrid.

## Casting
- Fernando Fernán Gómez como Juan Granados Muñoz
- Elvira Quintillá como Carmen González Fuentes
- Félix Fernández como Rafa
- José Luis Ozores como Luis
- Fernando Aguirre como Organizador
- Manuel Arbó como Esteban
- Carmen Sánchez Bueno como Dueña del salón de té
- Matilde Muñoz Sampedro como Amparo
- Antonio García Quijada como Manolo
- Antonio Garisa como Florentino
- José Franco como Tenor
- Alady como Técnico
- Rafael Bardem como Don Julián, el Comisario
- Rafael Alonso como Gerente Seguros 'La Víspera'
- José Orjas
- Francisco Bernal
- Lola Gaos como Reina en Rodaje
- Matías Prats como Locutor Deportivo (voz)